# 第57回全日本大学サッカー選手権大会
第57回全日本大学サッカー選手権大会は2008年12月20日から2009年1月11日にかけて開催された全日本大学サッカー選手権大会である。中央大学が16年ぶり7回目の優勝を果たした。

## 概要
9地域の代表16校と総理大臣杯全日本大学サッカートーナメント優勝校が参加した。
今大会より、グループリーグ制と総理大臣杯優勝校に与えられていたシード権は廃止され、以前の大会形式に戻した。

### 大会日程
- 2008年12月20日、12月21日 - 1回戦
- 2008年12月23日 - 準々決勝
- 2009年1月7日 - 準決勝
- 2009年1月11日 - 決勝

### 開催競技場
- 国立競技場（決勝）
- 平塚競技場（1回戦・準々決勝・準決勝）
- 西が丘サッカー場（準々決勝）
- 足利市総合運動場陸上競技場（1回戦）
- 夢の島陸上競技場（1回戦）
- 多摩市立陸上競技場（1回戦）

## 出場大学
- 札幌大学（北海道代表・5年連続34回目）
- 仙台大学（東北代表・8年連続25回目）
- 流通経済大学（関東第1代表・6年連続6回目）
- 国士舘大学（関東第2代表・3年ぶり22回目）
- 筑波大学（関東第3代表・3年ぶり31回目）
- 中央大学（関東第4代表・7年連続29回目）
- 新潟医療福祉大学（北信越代表・初）
- 中京大学（東海第1代表・9年連続31回目）
- 浜松大学（東海第2代表・4年ぶり4回目）
- 阪南大学（関西第1代表・3年ぶり12回目）
- びわこ成蹊スポーツ大学（関西第2代表・初）
- 関西大学（関西第3代表・6年連続15回目）
- 広島経済大学（中国代表・2年ぶり4回目）
- 高知大学（四国代表・15年連続24回目）
- 九州産業大学（九州第1代表・2年連続23回目）
- 福岡大学（九州第2代表・9年連続33回目）

## 試合日程・結果

### 1回戦
| 2008年12月21日 |

| 流通経済大学                                                                                  | 8 - 0 | 仙台大学 |
| 三門雄大 15分, 61分 · 金久保順 26分, 33分 · 加藤広樹 70分 · 池田圭 82分 · 楠瀬章仁 83分, 86分 |       |          |

| 足利市総合運動場陸上競技場 観客数: 1,000 主審: 聳城巧 |

| 2008年12月21日 |

| 福岡大学                      | 2 - 0 | びわこ成蹊スポーツ大学 |
| 永井謙佑 13分 · 藤田直之 67分 |       |                        |

| 足利市総合運動場陸上競技場 観客数: 600 主審: 桜井大介 |

| 2008年12月20日 |

| 中京大学 | 0 - 5 | 広島経済大学                                         |
|          |       | 小道薫 9分, 74分 · 山坂亮 21分, 88分 · 楠本健太 75分 |

| 夢の島陸上競技場 観客数: 300 主審: 篠原巧 |

| 2008年12月20日 |

| 新潟医療福祉大学 | 1 - 2 | 筑波大学                        |
| 上林克次 75分    |       | 原田圭輔 75分 · 八反田康平 88分 |

| 夢の島陸上競技場 観客数: 700 主審: 秋山稔人 |

| 2008年12月20日 |

| 国士舘大学  | 1 - 1 延長 (PK 5-3) | 関西大学      |
| 柏好文 28分 |                     | 平野史明 89分 |

| 多摩市立陸上競技場 観客数: 800 主審: 塚田健太 |

| 2008年12月20日 |

| 札幌大学     | 1 - 2 | 九州産業大学        |
| 清原翔平 6分 |       | 松本和弥 74分, 85分 |

| 多摩市立陸上競技場 観客数: 500 主審: 山際将史 |

| 2008年12月21日 |

| 中央大学                                 | 3 - 0 | 浜松大学 |
| 南木享 5分 · 山形雄介 14分 · 新田圭 89分 |       |          |

| 平塚競技場 観客数: 700 主審: 窪田陽輔 |

| 2008年12月21日 |

| 高知大学                        | 2 - 1 | 阪南大学    |
| 出井正太郎 17分 · 香川大樹 25分 |       | 西田剛 34分 |

| 平塚競技場 観客数: 700 主審: 唐紙学志 |

### 準々決勝
| 2008年12月23日 |

| 流通経済大学  | 1 - 0 | 福岡大学 |
| 船山貴之 46分 |       |          |

| 西が丘サッカー場 観客数: 1,000 主審: 北村央春 |

| 2008年12月23日 |

| 広島経済大学 | 0 - 4 | 筑波大学                                          |
|              |       | 大塚翔太 58分, 83分 · 木島悠 71分 · 西川優大 86分 |

| 平塚競技場 観客数: 500 主審: 井上知大 |

| 2008年12月23日 |

| 国士舘大学        | 2 - 3 延長 | 九州産業大学                               |
| 柏好文 69分, 71分 |            | 江濱慎介 7分 · 朴俊慶 50分 · 財津雄太 99分 |

| 平塚競技場 観客数: 600 主審: 吉田哲朗 |

| 2008年12月23日 |

| 中央大学                           | 3 - 2 延長 | 高知大学                        |
| 小池悠貴 16分, 107分 · 南木享 51分 |            | 出井正太郎 17分 · 三浦功司 27分 |

| 西が丘サッカー場 観客数: 900 主審: 山内宏志 |

### 準決勝
| 2009年1月7日 |

| 流通経済大学                      | 3 - 3 延長 (PK 3-4) | 筑波大学                                    |
| 船山貴之 46分, 53分 · 池田圭 66分 |                     | 西川優大 29分 · 木島悠 64分 · 野本泰崇 89分 |

| 平塚競技場 観客数: 1,000 主審: 野田祐樹 |

| 2009年1月7日 |

| 九州産業大学    | 2 - 4 | 中央大学                                                 |
| 朴俊慶 9分 (69) |       | 鈴木寛一 7分 · 村田翔 25分 · 山田佑介 59分 · 南木享 81分 |

| 平塚競技場 観客数: 400 主審: 岡部拓人 |

### 決勝
| 2009年1月11日 |

| 筑波大学   | 1 - 2 | 中央大学                    |
| 29分 (o.g) |       | 新田圭 35分 · 櫛引祐輔 39分 |

| 国立競技場 観客数: 7,980 主審: 村上伸次 |

## 最終結果
| 第57回全日本大学サッカー選手権大会 優勝チーム |
| --------------------------------------------- |
| 中央大学 16年ぶり7回目                        |

### 表彰

#### 最優秀選手賞
- 櫛引祐輔（中央大学）

#### 優秀選手賞
- ベストGK: 碓井健平（筑波大学）
- ベストDF: 斎藤広野（中央大学）
- ベストMF: 永芳卓磨（筑波大学）
- ベストFW: 新田圭（中央大学）

#### フェアプレー賞
- 筑波大学

## 主な出場選手
- 渡邉千真（早稲田大学）
- 宮崎智彦（流通経済大学）
- 野田紘史（阪南大学）
- 三門雄大（流通経済大学）
- 木島悠（筑波大学）
- 平木良樹（流通経済大学）
- 染谷悠太（流通経済大学）
- 楠瀬章仁（流通経済大学）
- 大屋翼（関西大学）
- 保崎淳（流通経済大学）
- 那須川将大（中京大学）
- 西田剛（阪南大学）
- 東間勇気（浜松大学）
- 小池悠貴（中央大学）
- 舩津徹也（びわこ成蹊スポーツ大学）
- 桜井正人（浜松大学）
- 野本泰崇（筑波大学）
- 田中秀人（筑波大学）
- 永芳卓磨（筑波大学）
- 西川優大（筑波大学）
- 朴俊慶（九州産業大学）
- 冨成慎司（福岡大学）
- 小寺優輝（阪南大学）
- 吉川健太（阪南大学）
- 山口和樹（福岡大学）
- 永井謙佑（福岡大学）
- 池田圭（流通経済大学）
- 宇賀神友弥（流通経済大学）
- 船山貴之（流通経済大学）
- 柏好文（国士舘大学）
- 清原翔平（札幌大学）